# Taniatrechus
Taniatrechus is een geslacht van kevers uit de familie van de loopkevers (Carabidae). De wetenschappelijke naam van het geslacht is voor het eerst geldig gepubliceerd in 1994 door Belousov & Dolzhanski.

## Soorten
Het geslacht Taniatrechus is monotypisch en omvat slechts de volgende soort:
- Taniatrechus setosus Belousov et Dolshanski, 1994